# Peltolepis quadrata
Peltolepis quadrata ist eine Lebermoos-Art innerhalb der Ordnung Marchantiales. Deutsche Namen sind: Schild-Lebermoos, Schildschuppenmoos, Eckiges Peltolepis-Moos.

## Systematik – Familienzuordnung
In der hier verwendeten Systematik nach Frey, Fischer, Stech steht die Art in der Familie Monosoleniaceae.
Nach neueren Publikationen (Jahre 2017, 2020) wird sie in die Familie Cleveaceae gestellt.

## Merkmale
Peltolepis quadrata bildet lockere bis dicke Decken. Die ziemlich derben, grünen bis dunkelgrünen Thalli sind 3 bis 10 Millimeter breit, 1 bis 2 Zentimeter lang und unverzweigt oder seltener gegabelt. Die Ränder sind oft rötlich. Die Thallusoberseite ist gefeldert, die Atemöffnungen sind mit einem Zellring aus 5 bis 6 Zellen mit verdickten Radialwänden umgeben. Bauschuppen sind rötlich bis purpurrot, klein, in undeutlichen Reihen angeordnet. Die Pflanzen haben keinen Geruch.
Die Geschlechterverteilung ist autözisch. Die deutlich abgegrenzten, rundlich scheibenförmigen Antheridienstände befinden sich dorsal in der Thallusmitte. Die Träger der Archegonienstände entspringen den Thallusspitzen und sind etwa 1 Zentimeter hoch. Das Köpfchen (Carpocephalum) mit den Sporenkapseln ist 3- bis 8-lappig. Reife Sporen haben eine Größe von 40 bis 45 Mikrometer und sind mit groben, halbkugeligen Papillen besetzt.

## Standortansprüche
Die Art wächst auf basenreicher Erde und auf Humus, auf kalkhaltigem Gesteinsrohboden, seltener direkt auf Kalkfels. Hierbei werden Karbonat-Schneeböden, felsdurchsetzte Gebirgsrasen, Blockhalden, Felsnischen oder geschützte Lagen am Fuß von Felsen besiedelt. Die Wuchsorte sind oft nordexponiert, frisch bis feucht oder nass und halbschattig bis schattig.

## Verbreitung
Das Moos mit arktisch-alpiner Verbreitung kommt in den Alpen besonders in den Kalkgebieten in der subalpinen bis alpinen Höhenstufe zerstreut vor. Darüber hinaus gibt es Vorkommen in Skandinavien, in den Karpaten, im nördlichen Asien, Japan, im nördlichen Nordamerika, auf Grönland, Island und Spitzbergen.